# Виборча система на Буковині в Австрійський період
Буковина стала складовою частиною Австрійської імперії з 1775 року і одразу почала вливатися в правову систему держави Габсбургів. У 1787 році Буковина отримала представництво в галицькому становому сеймі, а після революції 1848 року і прийняття нової конституції отримала право на свій власний представницький орган.

## Виборча система на Буковині в 1848—1897 роках
Внаслідок Весни народів, яка прокотилася по всій Європі в Австрійській імперії відбулися демократичні перетворення: було прийнято першу австрійську конституцію та було створено перший австрійських парламент — державні збори (Райхстаг). За новою цісарською конституцією від 15 квітня 1848 Австрійська імперія проголошувалася конституційною монархією. Парламент мав складатися з двох палат: палат панів та палат послів.
Буковина як окремий коронний край могла делегувати 3 послів до палати панів (загальна кількість була 200 членів) та 8 — до палати послів (загалом 383 члени).
На першому етапі виборів обиралися виборщики, на другому етапі таємним голосуванням виборщики обирали депутатів.
4 березня 1849 року Райхстаг був розпущений і Австрійська імперія отримала нову конституцію, за якою представницький орган обирався раз на 3 роки, складався з палати земель і палати послів або народної палати. Палата депутатів обиралася в ході прямого голосування, а палата земель формувалася крайовими сеймами по шість депутатів від кожної землі і окружними сеймами по одному депутатові від кожного округу країв, що мали два і більше округи. Обирати депутатів на виборах могли особи, які досягли 28 років, мали австрійське громадянство і проживали в імперії більше одного року. Новий державний закон отримав назву «Октройованої» конституції (тобто дарованої монархом), за нею фактично поновлювалася абсолютистка влада монарха. За цією конституцією Буковина отримала право на представницький орган — сейм, який було створено лишень в 1861 році.
Перші вибори до Буковинського крайового сему відбулися у березні 1861. За результатами виборів було обрано 30 депутатів: 29 обраних і один віриліст — греко-православний архієпископ Євген Гакман, який отримав місце і голос у сеймі за посадою.
Вибори на Буковині проводили по куріях. Всього було чотири курії:
-              Курія «великої посілості» (крупні землевласники);
-              Курія міщан;
-              Курія торговців;
-              Курія селян.
До першої курії входили великі землевласники, які мали табулярні маєтки і сплачували не менше 100 золотих ринських податків у рік. Всього до цієї курії входило 150 осіб, які обирали до сейму 10 послів.
Друга курія, до якої входили міщани, обирала від імені 175000 міщан 5 послів: двох від Чернівців та по одному від Радівців, Сучави та Серету.
Третя курія формувалася з представників торгової та промислової палат. Вона обирала до сейму двох послів, утворюючи окремий виборчий округ.
До четвертої курії належали селяни. В ній право голосу мали лише ті, хто сплачував не менше 4 гульденів податків на рік. Всього обиралося 12 депутатів, по одному від кожного повіту.
У перших трьох куріях вибори проходили прямим голосуванням. Четверта курія обирала депутатів — через своїх виборщиків, так званих «вальманів». Один виборщик обирався від 500 виборців.
Спочатку обирали послів від сільських громад, потім — від торгово-промислової палати й наприкінці — від крупних землевласників.
Право бути обраними до сейму володіли тільки громадяни Австрії, які досягли 30 років, володіли громадянськими правами, а також активним виборчим правом у певній курії.
Кожен виборець міг скористатися своїм виборчим правом тільки в одному виборчому окрузі і тільки особисто (лишень представники першої курії могли голосувати через своїх довірених осіб). Жінкам, військовослужбовцям, тим особам, що перебували під опікою або були на утриманні, тим, хто не слачував податки і хто був заарештований за опір властям, право голосу не надавалося.

## Виборча система в 1896-1914 роках
У 1896 році в Австро-Угорщині значно розширилося виборче право. Окрім вже звичних чотирьох курій, була введена п'ята загальна курія.
26 травня 1910 року було прийнято закон про новий виборчий сеймовий порядок і закон про зміну крайової конституції. За новими законами в основу виборчого порядку було покладено національне представництво, введення національних виборчих округів (національного кадастру).
Збільшилося число депутатів сейму до 63, (два мандати належали ректору Чернівецького університету та митрополиту православної церкви на Буковині). 61 депутат обирався на виборах.
Певної реструктуризації зазнали курії тепер вони ділилися і за етнічною приналежністю. У курії великої осілості утворювалось 6 виборчих кіл, які обирали 13 депутатів.  По одному депутату обиралося від І, ІІ і ІІІ кіл курії, по 4 обирали IV і V кола, а VI – 2.
Поділ виборців за етнічною ознакою був і в міських, сільських, а також загальній куріях. Вони поділялися на українські, румунські, єврейські та німецькі, польські національні округи.
Румунськими були округи з 1 по 10, українськими – з 11 по 20, з 21 по 25 – єврейські та німецькі. Вся Буковина утворювала 26-й виборчий округ в курії громад, в якому обирався польський депутат. У 21 та 22 виборчих округах обиралося по два депутати, в усіх інших – по одному (всього – 28). Від загальної курії обиралося 18 депутатів.
Вибори до сейму за новим виборчим законому відбулися у 1911 році. Співвідношення мандатів депутатів до етнічних груп населення було наступним: німці отримали одного депутата на 7919 осіб, євреї – 10183, румуни – 9957, українці – 17517. Серед українського населення Буковини один посол сейму припадав на 78 священників, 500 урядовців, 5000 робітників і 10000 селян.
Право голосу на виборах отримували лишень ті люди, які досягли 24-літнього віку, платили не менше 2 крон податку, проживали в даній місцевості не менше півроку. Позбавлялися виборчих прав, як і в минулому законодавстів, жінки, військовослужбовці, ті, хто перебував під опікою чи на утриманні громади, хто не платив податків, хто був засуджений за опір владі.